# Alessandro Bianco
Alessandro Bianco (Torino, 1º ottobre 2002) è un calciatore italiano, centrocampista della Fiorentina.

## Caratteristiche tecniche
Centrocampista centrale, abile tecnicamente e dotato di un ottimo senso della posizione, bravo nell'impostazione del gioco: impiegato preferibilmente da mezzala in un centrocampo a tre, può disimpegnarsi anche come centrale in una mediana a due. Ha dichiarato di ispirarsi a Gaetano Castrovilli e Nicolò Barella.

## Carriera

### Club

#### Giovanili
Cresciuto nei settori giovanili di Torino e Chisola, nel 2018 passa alla Fiorentina, con cui vince tre edizioni consecutive della Coppa Italia Primavera e una Supercoppa Primavera.

#### Fiorentina
Dopo aver ottenuto la prima convocazione in prima squadra nel febbraio del 2021 e aver firmato il primo contratto da professionista nel mese di marzo, esordisce tra i professionsiti il 13 agosto seguente, nell'incontro di Coppa Italia vinto dalla Fiorentina per 4-0 contro il Cosenza.
Nella stagione 2022-2023, dopo avere prolungato il suo contratto con i Gigliati, viene inserito in prima squadra. Dopo il suo esordio nelle coppe europee avvenuto il 6 ottobre 2022 nella gara di Europa Conference League vinta a Edimburgo contro l'Hearts, il 4 gennaio 2023 arriva il suo esordio in Serie A, schierato come titolare dall'allenatore Vincenzo Italiano nel pareggio casalingo contro il Monza (1-1). Gioca nella gara di ritorno degli ottavi di finale di Conference League contro il Sivasspor, entrando nel finale, finendo vittima di un attacco di un tifoso senza però riportare serie conseguenze. Nel finale di stagione il tecnico lo fa subentrare in altre 4 occasioni, chiudendo così la stagione con un totale di 12 presenze di cui 7 in massima serie.

#### Prestito alla Reggiana
Il 14 luglio 2023, Bianco passa in prestito per una stagione alla Reggiana, in Serie B. Il 23 dicembre segna la sua prima rete tra i professionisti nel successo per 3-2 in casa del Südtirol. Si ripete nella vittoriosa trasferta di Bari del 27 gennaio 2024. Chiude la sua esperienza in granata con 37 presenze totali, di cui 3 in Coppa Italia, con 2 reti e 2 assist a referto.

#### Prestito al Monza
Rientrato dal prestito, il nuovo allenatore della Fiorentina Raffaele Palladino lo utilizza fin da subito, facendolo dapprima subentrare nel finale della prima giornata di Serie A a Parma, poi schierandolo titolare nella gara d'andata dei play-off di Conference League contro la Puskás Akadémia.
Tuttavia, il 30 agosto 2024 viene ceduto in prestito al Monza, dove ritrova il tecnico Alessandro Nesta con cui già aveva giocato a Reggio Emilia. Il 21 ottobre segna la sua prima rete con i brianzoli, nonché prima in serie A, fissando il definitivo 3-0 in casa dell'Hellas Verona nel primo successo in campionato della sua squadra.

### Nazionale
Dopo aver debuttato, a febbraio 2020, con la Nazionale Under 18, il tecnico dell'Under 20 Alberto Bollini lo convoca per l'edizione 2021-2022 dell'Under 20 Elite League, nota anche come Torneo 8 Nazioni, manifestazione in cui colleziona 5 presenze, vincendo poi il titolo finale.
A fine 2022 è stato convocato dal CT Roberto Mancini per lo stage dedicato ai calciatori di interesse nazionale, che si è tenuto da martedì 20 a giovedì 22 dicembre presso il Centro Tecnico Federale di Coverciano.
Il 16 novembre 2023 fa il suo debutto in nazionale Under-21, entrando al posto di Matteo Prati nella partita valida per le qualificazioni all'Europeo 2025 contro San Marino, nella quale realizza il gol del 7-0 finale. Nel giugno 2025 viene convocato per l'Europeo Under-21 organizzato in Slovacchia.

## Statistiche

### Presenze e reti nei club
Statistiche aggiornate al 18 maggio 2025.
| Stagione          | Squadra           | Campionato        | Campionato | Campionato | Coppe nazionali | Coppe nazionali | Coppe nazionali | Coppe continentali | Coppe continentali | Coppe continentali | Altre coppe | Altre coppe | Altre coppe | Totale | Totale |
| Stagione          | Squadra           | Comp              | Pres       | Reti       | Comp            | Pres            | Reti            | Comp               | Pres               | Reti               | Comp        | Pres        | Reti        | Pres   | Reti   |
| ----------------- | ----------------- | ----------------- | ---------- | ---------- | --------------- | --------------- | --------------- | ------------------ | ------------------ | ------------------ | ----------- | ----------- | ----------- | ------ | ------ |
| 2021-2022         | Fiorentina        | A                 | 0          | 0          | CI              | 2               | 0               | -                  | -                  | -                  | -           | -           | -           | 2      | 0      |
| 2022-2023         | Fiorentina        | A                 | 7          | 0          | CI              | 0               | 0               | UECL               | 5                  | 0                  | -           | -           | -           | 12     | 0      |
| 2023-2024         | Reggiana          | B                 | 34         | 2          | CI              | 3               | 0               | -                  | -                  | -                  | -           | -           | -           | 37     | 2      |
| ago. 2024         | Fiorentina        | A                 | 1          | 0          | CI              | 0               | 0               | UECL               | 1                  | 0                  | -           | -           | -           | 2      | 0      |
| Totale Fiorentina | Totale Fiorentina | Totale Fiorentina | 8          | 0          |                 | 2               | 0               |                    | 6                  | 0                  |             | -           | -           | 16     | 0      |
| ago. 2024-2025    | Monza             | A                 | 34         | 1          | CI              | 1               | 0               | -                  | -                  | -                  | -           | -           | -           | 35     | 1      |
| Totale carriera   | Totale carriera   | Totale carriera   | 67         | 3          |                 | 6               | 0               |                    | 6                  | 0                  |             | -           | -           | 79     | 3      |

### Cronologia presenze e reti in nazionale
| Cronologia completa delle presenze e delle reti in nazionale ― Italia under 21 | Cronologia completa delle presenze e delle reti in nazionale ― Italia under 21 | Cronologia completa delle presenze e delle reti in nazionale ― Italia under 21 | Cronologia completa delle presenze e delle reti in nazionale ― Italia under 21 | Cronologia completa delle presenze e delle reti in nazionale ― Italia under 21 | Cronologia completa delle presenze e delle reti in nazionale ― Italia under 21 | Cronologia completa delle presenze e delle reti in nazionale ― Italia under 21 | Cronologia completa delle presenze e delle reti in nazionale ― Italia under 21 |
| Data                                                                           | Città                                                                          | In casa                                                                        | Risultato                                                                      | Ospiti                                                                         | Competizione                                                                   | Reti                                                                           | Note                                                                           |
| ------------------------------------------------------------------------------ | ------------------------------------------------------------------------------ | ------------------------------------------------------------------------------ | ------------------------------------------------------------------------------ | ------------------------------------------------------------------------------ | ------------------------------------------------------------------------------ | ------------------------------------------------------------------------------ | ------------------------------------------------------------------------------ |
| 16-11-2023                                                                     | Serravalle                                                                     | San Marino under 21                                                            | 0 – 7                                                                          | Italia under 21                                                                | Qual. Europeo Under-21 2025                                                    | 1                                                                              | 56’                                                                            |
| 4-6-2024                                                                       | Vitrolles                                                                      | Italia under 21                                                                | 4 – 3                                                                          | Giappone under 21                                                              | Torneo Maurice Revello 2024 - 1º turno                                         | -                                                                              | 7’ 60’                                                                         |
| 10-6-2024                                                                      | Aubagne                                                                        | Italia under 21                                                                | 2 – 2                                                                          | Panama under 21                                                                | Torneo Maurice Revello 2024 - 1º turno                                         | -                                                                              | 34’                                                                            |
| 16-6-2024                                                                      | Salon-de-Provence                                                              | Italia under 21                                                                | 1 – 0                                                                          | Francia under 21                                                               | Torneo Maurice Revello 2024 - Finale 3º posto                                  | -                                                                              | 64’                                                                            |
| 5-9-2024                                                                       | Latina                                                                         | Italia under 21                                                                | 7 – 0                                                                          | San Marino under 21                                                            | Qual. Europeo Under-21 2025                                                    | -                                                                              |                                                                                |
| 24-3-2025                                                                      | Cittadella                                                                     | Italia under 21                                                                | 1 – 1                                                                          | Danimarca under 21                                                             | Amichevole                                                                     | -                                                                              | 46’                                                                            |
| 17-6-2025                                                                      | Trnava                                                                         | Spagna under 21                                                                | 1 – 1                                                                          | Italia under 21                                                                | Europeo Under-21 2025 - 1º turno                                               | -                                                                              |                                                                                |
| Totale                                                                         |                                                                                | Presenze                                                                       | 7                                                                              |                                                                                | Reti                                                                           | 1                                                                              |                                                                                |

| Cronologia completa delle presenze e delle reti in nazionale ― Italia under 20 | Cronologia completa delle presenze e delle reti in nazionale ― Italia under 20 | Cronologia completa delle presenze e delle reti in nazionale ― Italia under 20 | Cronologia completa delle presenze e delle reti in nazionale ― Italia under 20 | Cronologia completa delle presenze e delle reti in nazionale ― Italia under 20 | Cronologia completa delle presenze e delle reti in nazionale ― Italia under 20 | Cronologia completa delle presenze e delle reti in nazionale ― Italia under 20 | Cronologia completa delle presenze e delle reti in nazionale ― Italia under 20 |
| Data                                                                           | Città                                                                          | In casa                                                                        | Risultato                                                                      | Ospiti                                                                         | Competizione                                                                   | Reti                                                                           | Note                                                                           |
| ------------------------------------------------------------------------------ | ------------------------------------------------------------------------------ | ------------------------------------------------------------------------------ | ------------------------------------------------------------------------------ | ------------------------------------------------------------------------------ | ------------------------------------------------------------------------------ | ------------------------------------------------------------------------------ | ------------------------------------------------------------------------------ |
| 6-9-2021                                                                       | Castel di Sangro                                                               | Italia under 20                                                                | 0 – 1                                                                          | Serbia under 20                                                                | Amichevole                                                                     | -                                                                              | 58’                                                                            |
| 12-10-2021                                                                     | Frosinone                                                                      | Italia under 20                                                                | 1 – 1                                                                          | Portogallo under 20                                                            | Under 20 Elite League                                                          | -                                                                              | 45’                                                                            |
| 15-11-2021                                                                     | Sassuolo                                                                       | Italia under 20                                                                | 7 – 0                                                                          | Romania under 20                                                               | Under 20 Elite League                                                          | -                                                                              | 66’                                                                            |
| 24-3-2022                                                                      | Ascoli Piceno                                                                  | Italia under 20                                                                | 1 – 1                                                                          | Germania under 20                                                              | Under 20 Elite League                                                          | -                                                                              | 89’                                                                            |
| 28-3-2022                                                                      | Sarpsborg                                                                      | Norvegia under 20                                                              | 0 – 5                                                                          | Italia under 20                                                                | Under 20 Elite League                                                          | -                                                                              | 16’ 45’                                                                        |
| Totale                                                                         |                                                                                | Presenze                                                                       | 5                                                                              |                                                                                | Reti                                                                           | 0                                                                              |                                                                                |

| Cronologia completa delle presenze e delle reti in nazionale ― Italia under 18 | Cronologia completa delle presenze e delle reti in nazionale ― Italia under 18 | Cronologia completa delle presenze e delle reti in nazionale ― Italia under 18 | Cronologia completa delle presenze e delle reti in nazionale ― Italia under 18 | Cronologia completa delle presenze e delle reti in nazionale ― Italia under 18 | Cronologia completa delle presenze e delle reti in nazionale ― Italia under 18 | Cronologia completa delle presenze e delle reti in nazionale ― Italia under 18 | Cronologia completa delle presenze e delle reti in nazionale ― Italia under 18 |
| Data                                                                           | Città                                                                          | In casa                                                                        | Risultato                                                                      | Ospiti                                                                         | Competizione                                                                   | Reti                                                                           | Note                                                                           |
| ------------------------------------------------------------------------------ | ------------------------------------------------------------------------------ | ------------------------------------------------------------------------------ | ------------------------------------------------------------------------------ | ------------------------------------------------------------------------------ | ------------------------------------------------------------------------------ | ------------------------------------------------------------------------------ | ------------------------------------------------------------------------------ |
| 12-2-2020                                                                      | Clairefontaine-en-Yvelines                                                     | Francia under 18                                                               | 2 – 1                                                                          | Italia under 18                                                                | Amichevole                                                                     | -                                                                              | 74’                                                                            |
| Totale                                                                         |                                                                                | Presenze                                                                       | 1                                                                              |                                                                                | Reti                                                                           | 0                                                                              |                                                                                |

## Palmarès

### Club

#### Competizioni giovanili
- Coppa Italia Primavera: 3

Fiorentina: 2019-2020, 2020-2021, 2021-2022
- Supercoppa Primavera: 1

Fiorentina: 2021

### Nazionale

#### Competizioni giovanili
- Under 20 Elite League: 1

2021-2022